# Linnaemya torensis
Linnaemya torensis är en tvåvingeart som beskrevs av Charles Howard Curran 1934. Linnaemya torensis ingår i släktet Linnaemya och familjen parasitflugor. Inga underarter finns listade i Catalogue of Life.